# Gowan (rivière)
La rivière Te Kauparenui /Gowan est une rivière de la région de Tasman située dans l’Ile du Sud de la Nouvelle-Zélande.

## Géographie
La source de la rivière est située au niveau du lac Rotoroa et s’écoule sur 11 kilomètres avant de se déverser dans le fleuve Buller. Des fermes polyvalentes et des forêts s’étendent sur les deux berges de la rivière. Des truites furent introduites dans la rivière, qui attirent maintenant les passionnés par la pêche de loisir.
En 2001, un Water Conservation Order (en) fut institué pour reconnaître la valeur de l'état natif non modifié de la rivière. Mais une proposition fut déposée par le « Majac Trust » pour changer cet « Ordre », de façon qu’un projet d’installation d’électricité hydroélectrique puisse être construit sur le cours de la rivière. Ce projet fut rejeté par la cour spécialisée (Environment Court of New Zealand (en)) en août 2007.
En août 2014, le nom de la rivière fut officiellement modifié de rivière Gowan en “Te Kauparenui / rivière Gowan.